# Fußball Club 1906 Spandau e.V.
Fußball Club 1906 Spandau e.V. é uma agremiação esportiva alemã, fundada a 1 de julho de 2003, sediada em Spandau, distrito de Berlim. O clube foi formado a partir da fusão de Spandauer Ballclub 1906 e 1. FC Spandau, estabelecido em 1997.

## História

### Spandauer Ballspielclub 1906
Spandauer BC foi originalmente formado como SC Britannia Spandau. Em 1919, após a Primeira Guerra Mundial, se fundiu com o Borussia Spandau para atuar como Hertha Spandau até 1923, quando se tornou novamente SBC. A equipe teve uma presença curta na primeira divisão, a Oberliga Berlin-Brandenburg, em 1932-33, mas não tomou parte da nova Gauliga Berlim (I) após a reorganização do futebol alemão sob o regime do Terceiro Reich na temporada seguinte.
Após a Segunda Guerra Mundial, as autoridades de ocupação aliadas ordenaram a dissolução das das organizações no país, incluindo as esportivas. No final de 1945 as associações de vários clubes do distrito foram organizados como um Sportgruppe (esportes de grupo). O SBC surgiu em 1953.
O clube foi promovido ao menor nível da cidade, a Berlim Amateurliga (IV), em 1967, e esteve presente no quarto e quinto nível até o fim dos anos 70, quando chegou à Amateur Oberliga Berlin (III) através da reorganização da liga e a chegada de alguns jogadores britânicos, entre eles Paul McGaffney, que já havia estado com o Te Seja Berlim na 2. Bundesliga. O SBC atuou nesse nível até 1993, não conseguindo mais do que um 6º lugar. Uma outra reforma na liga os empurrou da quarta divisão para a Berlim Verbandsliga (V), até que foi novamente rebaixado, em 2002, à Landesliga Berlim-1 (VI).

### 1. FC Spandau
O 1. FC Spandau foi fundado em 1997 como uma iniciativa do prefeito, Werner Salomon, que esperava reunir clubes tradicionais do distrito, incluindo SBC, SV Spandauer e SC Spandau eu uma única associação com o objetivo o terceiro time mais forte da cidade após Hertha Berlin e 1. FC Union Berlin. Esse desejo nunca foi concretizado. Em 1999, apenas o Ruhlebener SC havia aceitado a proposta e o novo clube estava em crise financeira. O FC se juntaria ao SBC em 2003.
O time recém-fundado melhorou nas temporadas seguintes. Após um título da Landesliga Berlim (VI), em 2006, atua agora na  Verbandsliga Berlin (V). Seus jogos ocorrem no Sportplatz Ziegelhof, construído em 1951, que tem uma capacidade de 3.000 pessoas.

## Títulos
- Participação na Oberliga Nordost: 1991/92, 1992/93;
- Qualificação à Gauliga Berlin-Brandenburg: 1933-1934;
- Landesliga Berlim (VI) Campeão: 2005-2006;